# Теодор Палеолог (син цара Михаила VIII)
Теодор Комнин Палеолог (грч. Θεόδωρος Κομνηνός Παλαιολόγος; од 1263 - после 1310. године) био је син византијског цара Михаила VIII Палеолога (владао 1259–1282) и његове супруге царице Теодоре Ватац Палеолог. 
Рођен је око 1263. године и био је најмлађи од синова цара Михаила VIII. Године 1293. намеравао је да ожени ћерку Теодора Музалона, али пошто је његов брат, цар Андроник II Палеолог, одбио да му додели титулу деспота, одбио је и брак са ћерком Теодора Музалона и уместо тога оженио ћерку пинкерна Либадарија. Године 1295. био је у Ефесу када је избила побуна пинкерна Алексија Филантропина, па су га побуњеници ухватили и затворили, у заточеништву је био све до пораза Алексија Филантропина. Године 1305. борио се против каталонске чете у бици код Апроса у Тракији. Последњи пут се помиње 1310. године, као један од сведока уговора са Млетачком Републиком.